# دانيال ر. شامبرلين
دانيال ر. شامبرلين (بالإنجليزية: Daniel R. Chamberlain)‏ هو أكاديمي أمريكي، ولد في 1932.